# 大公党
大公党是中华民国的政党，1912年初由南京军人组织成立。南京留守黄兴被列为赞助人。1912年4月14日，黄兴下令查禁大公党，大公党随之解散。